# Lester Hayes
Lester Hayes (Houston, 22 gennaio 1955) è un ex giocatore di football americano statunitense che ha giocato nel ruolo di cornerback per tutta la carriera con gli Oakland Raiders della National Football League (NFL). Fu scelto nel corso del quinto giro (126º assoluto) del Draft NFL 1977 dai Raiders. Al college ha giocato a football alla Texas A&M University.

## Carriera professionistica
Dopo una carriera da safety All-American al college, Hayes fu scelto nel corso del quinto giro del Draft 1977 dagli Oakland Raiders che lo spostarono nel ruolo di cornerback. Hayes contribuì alla vittoria di due Super Bowl coi Raiders (1980, 1983) e fu convocato per cinque Pro Bowl (1980–1984).
Uno dei migliori cornerback della sua epoca, la sua miglior prestazione fu probabilmente quella nel Super Bowl XVIII. Mise a segno un solo placcaggio poiché fu così efficace nel marcare Charlie Brown e Art Monk che il quarterback avversario Joe Theismann fu costretto a lanciare raramente verso la sua zona sinistra del campo.
Nel 1980, Hayes guidò la NFL con 13 intercetti (ancora un record di franchigia), venendo premiato come miglior difensore dell'anno della NFL. Si ritirò dopo la stagione 1986 con un totale di 39 intercetti, un record dei Raiders condiviso col membro della Pro Football Hall of Fame Willie Brown. Nel 2007, Hayes entrò tra i 26 semi-finalisti per l'induzione nella Hall of Fame.

## Palmarès

### Franchigia
- Super Bowl : 2

Oakland Raiders: XV, XVIII
- American Football Conference Championship: 2

Oakland Raiders: 1980, 1983

### Individuale
- Convocazioni al Pro Bowl: 5

1980, 1981, 1982, 1983, 1984
- First-team All-Pro: 1

1980
- Second-team All-Pro: 5

1979, 1981, 1982, 1983, 1984
- Miglior difensore dell'anno della NFL: 1

1980
- Leader della NFL in intercetti: 1

1980
- Formazione ideale della NFL degli anni 1980

## Statistiche
| Intercetti         | 39  |
| Yard su intercetto | 572 |
| Touchdown          | 4   |